# دايفيد وود (ممثل)
دايفيد وود (بالإنجليزية: David Wood)‏ هو كاتب مسرحي ومؤلف وموسيقي وكاتب وممثل بريطاني، ولد في 21 فبراير 1944 في المملكة المتحدة.

## وصلات خارجية
- دايفيد وود على موقع IMDb (الإنجليزية)
- دايفيد وود على موقع ألو سيني (الفرنسية)
- دايفيد وود على موقع أول موفي (الإنجليزية)
- دايفيد وود على موقع قاعدة بيانات الأفلام السويدية (السويدية)
- دايفيد وود على موقع قاعدة بيانات الفيلم (الإنجليزية)
- دايفيد وود على موقع كينوبويسك (الروسية)